# Ягідне (Волгоградська область)
Ягідне (рос. Ягодное) — село у Ольховському районі Волгоградської області Російської Федерації.
Населення становить 735 осіб. Входить до складу муніципального утворення Ягодновське сільське поселення.

## Історія
Населений пункт розташований у межах українського історичного та культурного регіону Жовтий Клин.
Населений пункт заснований 1833 року.
Згідно із законом від 24 грудня 2004 року № 978-ОД органом місцевого самоврядування є Ягодновське сільське поселення.

## Населення
| 2010 |
| ---- |
| 735  |